# 倉永美沙
倉永 美沙（くらなが みさ、1983年-）は、大阪府出身のバレリーナである。2019年ボストン・バレエ団プリンシパルから、サンフランシスコ・バレエ団にプリンシパル移籍した。

## 経歴
7歳の時に大阪の地主薫エコール・ド・バレエに入りバレエを習い始め、1年でプロコースに進む。地主薫バレエ団入団。1993年第3回中部日本コンクールで第1位名古屋市長賞で、審査員だったユーリー・グリゴローヴィチにモスクワ国際バレエコンクールのガラに招待され、1993年モスクワ国際バレエコンクール受賞者と一緒に特例でボリショイ劇場で踊る。
ジュニア時代には第9回モスクワ国際バレエコンクールのジュニア部門で金賞。17歳で第29回ローザンヌ国際バレエコンクールでスカラシップ賞（プロバレエ団研修賞）を受賞し、サンフランシスコ・バレエの研修生になるが、10カ月間の研修後、基礎ができていないとヘルギ・トマソン監督に団員アプレンティス（見習い）採用は断られる。そのため、ニューヨークの大小のバレエ団の入団オーディションを受けたが採ってくれなかった。それで、1年間スクール・オブ・アメリカン・バレエの学生となり、基礎と足の強化に費やす。2003年にボストン・バレエに入団。
シニアになってから2006年ジャクソン国際バレエコンクールのシニア部で金賞を受賞。2007年にソリストになる。2009年に最高位プリンシパルに昇格、アジア人では初だった。
2017年にイタリアのバレエ界のアカデミー賞と呼ばれている「ブノワ賞」にノミネートされている。
2019年に16年間在籍したボストン・バレエからサンフランシスコ・バレエ団にプリンシパル移籍。12月22日に毎日放送「情熱大陸」に取り上げられている。
現役のトップダンサーや振付家が教師となるオンラインダンスクラス「ダンスマスタークラス」で、「ピルエット」と「フェッテ」を教える「マスター」として参加する。オンラインレッスンで、先生と生徒の距離が近づいたと語る。

## 人物
- 「世界一ではなく、世界で1人、オリジナルでありたい。自分を誇りに思っている」負けず嫌いで、たいへん著名なダンサーがいても、その人になろうとは思わない「私は私だ」[5]。
- "バレエには、自分が経験した人生の全てが舞台に出る。観客には、私の人生の一部を感じてもらっていると思う。私の踊りには人生の全てが詰まっていると思う"、と語る[6]。